# Kelvin Jiménez
Kelvin Rogelio Jiménez (nacido el 27 de octubre de 1980 en Sánchez) es un lanzador de relevo dominicano que jugó en las Grandes Ligas de Béisbol durante dos temporadas para los Cardenales de San Luis. Actualmente juega para Tohoku Rakuten Golden Eagles en la Liga Japonesa. Con 6'2" de estatura y 195 libras.
TIRADOR DE FACTOSAzulejos de Toronto. Fue reclamado en waivers luego el 17 de noviembre de 2008 por los Medias Blancas de Chicago.
Jiménez firmó con los Doosan Bears en la Liga Coreana para la temporada 2010.